# أوتو نوز
أوتو جيتمان (Otto jettman) ويعرف أكثر باسم شهرته أوتو نوز (Otto knows) من مواليد 6 مايو 1989 ، هودي جي ومنتج وروميكسر مازج أغاني سويدي.تعاون في مسيرته الموسيقية مع عدد هام من المغنين المعروفين مثل بريتني سبيرز وأفيتشي، إحتلت أغنية«مليون صوت» (بالإنجليزية: million voices)‏ مراكز متقدمى في عدد من البلدان من بيتهم ترتيب المملكة المتحدة للأغاني لتأتي في المركز الخامس عشر وحازت علي شهادة الإسطوانة الذهبية في كل من أستراليا وهولاندا والسويد وإيرلاندا وابلاتينيوم في بلجيكيا.

## روابط خارجية
- أوتو نوز على موقع IMDb (الإنجليزية)
- أوتو نوز على موقع ميوزك برينز (الإنجليزية)
- أوتو نوز على موقع ميوزك برينز (الإنجليزية)
- أوتو نوز على موقع أول ميوزيك (الإنجليزية)
- أوتو نوز على موقع ديسكوغز (الإنجليزية)
- أوتو نوز على موقع ديسكوغز (الإنجليزية)